# As Ugly As They Wanna Be
As Ugly as They Wanna Be es un EP de la banda de rock estadounidense Ugly Kid Joe, publicado en 1991. El título del EP es una parodia del nombre del álbum As Nasty As They Wanna Be de 2 Live Crew. Es notable por ser el primer EP en la historia de la música en obtener la certificación de múltiple platino por la RIAA.

## Lista de canciones
1. "Madman" – 3:37
2. "Whiplash Liquor" – 3:40
3. "Too Bad" – 5:54
4. "Everything About You" – 4:14
5. "Sweet Leaf"/"Funky Fresh Country Club" – 7:31
6. "Heavy Metal" – 0:25